# Migració humana

Índexs de migració neta l'any 2016: positiu (blau), negatiu (taronja), estable (verd), i cap dada (gris)

La migració humana és el moviment de les persones d'un lloc a un altre de manera temporal o permanent. El moviment és sovint de distàncies llargues i d'un país a un altre, però la migració interna també és possible, i de fet és la forma dominant de migració. La migració pot ser d'individus, unitats familiars o grups grans. Els moviments nòmades normalment no es consideren migratoris perquè no hi ha intenció d'establir-se en un determinat indret sinó que sovint és un moviment estacional. Només uns quants pobles nòmades han retingut aquesta forma d'estil de vida en temps moderns. Tampoc es consideren migracions els moviments provisionals de persones per a viatjar, fer turisme o peregrinacions, ja que no hi ha intenció de romandre al lloc on es va. Les migracions han tingut lloc des de l'inici de la humanitat (migracions humanes prehistòriques) i continuen a l'actualitat.
Si ens referim al actual panorama geopolític de les migracions a nivell europeu, la UE i els seus Estats membres treballan amb el desitg d'establir una política que faciliti i optimitzi el procés de migració amb el pas del temps. Comportar aquest esforç implica directament l'establiment de l'eficacitat, i la seguretat com a valors principals per tal d'aconseguir una migració més i més humanitària.